# Бигнона
Бигнона, Биньона (фр. Bignona) — город на юго-западе Сенегала, на территории области Зигиншор. Административный центр одноимённого департамента.

## Географическое положение
Город расположен в 80 км от побережья Атлантического океана, на высоте 33 м над уровнем моря.

## Население
По данным на 2013 год численность населения города составляла 26 857 человек.
Динамика численности населения города по годам:
| 1997   | 2001   | 2002   | 2013   |
| ------ | ------ | ------ | ------ |
| 27 019 | 35 895 | 25 477 | 26 857 |

## Известные уроженцы, жители
Ндао Шейк Алиу — сенегальский писатель, поэт, драматург, переводчик, преподаватель.

## Транспорт
Через Бигнону проходит автомобильная дорога N4, соединяющая города Каолак и Зигиншор.